# Andrew Grove
Andrew Steven Grove, születési nevén Gróf András István, (Budapest, 1936. szeptember 2. – Los Altos, Kalifornia, 2016. március 21.) magyar származású amerikai üzletember, mérnök, a félvezetőipar úttörője. 20 éves korában elmenekült a kommunisták vezette Magyarországról, és az Egyesült Államokba költözött, ott szerezte meg diplomáját. Ő volt az Intel társalapítója, a cég felemelkedésének egyik kulcsfigurája, meghatározó szerepet játszott a társaság átalakításában, melynek köszönhetően az a világ legnagyobb félvezetőinek gyártójává vált.
Az Intelnél végzett munkája eredményeként, könyveivel és szakmai cikkeivel együtt Grove jelentős befolyással volt az elektronikai gyártóiparra világszerte. "A srác, aki fölpörgette a növekedési trendet", így hívták a Szilícium-völgyben. 1997-ben a Time magazin az év emberévé választotta őt, mivel "ő az a személy, aki a legtöbbet tett a mikrocsip hatalmának és innovatív potenciáljának lenyűgöző növekedéséért". Sok, a területet jól ismerő, mérvadó forrás,  úgy véli, hogy ha csak az Intelnél elért eredményeire tekintenénk, már akkor is "ott lenne a helye a 20. század meghatározó, történelmi jelentőségű, gazdasági vezetői között."
2000-ben Parkinson-kórt diagnosztizálták nála; számos alapítványt támogatott, amelyek gyógyulását elősegíthető kutatásokat  támogattak. 2016. március 21-én halt meg otthonában; a halál okát nem hozták nyilvánosságra.

## Kezdeti évek, tanulmányok
Andrew Steven Grove – Gróf András István néven – 1936-ban látta meg a napvilágot Budapesten, zsidó kereskedőcsalád gyermekeként, szülei Gróf  György és Mária voltak.  Négy éves korában skarlátot kapott, amely majdnem végzetes lett számára, végül részleges hallásvesztés lett a következménye.
Középiskolába a híres Fasori Evangélikus Gimnáziumba iratkozott be, majd annak 1949-ben történt államosítását követően a Madách Gimnáziumban érettségizett le.
Felsőfokú tanulmányait az Eötvös Loránd Tudományegyetem kémia szakán kezdte el. Ekkor még az irodalom is érdekelte, egy ifjúsági lapban jelentek meg írásai, ám hamar rá kellett jönnie, hogy e műfajban, osztályidegenként, nem lehet sikeres. Stigmát jelenthetett az is, hogy gyógyszerész végzettségű nagynénjének, Gróf Irénnek a férje a Nagy Imre köréhez tartozó Haraszti Sándor (az 1958-ban kivégzett Losonczy Géza apósa) volt, akit nemcsak 1956 után, de már 1950-ben is börtönbe zártak koholt vádak alapján.  Egyetemistaként eljárt a kommunisták által  fő, szervezett ellenségnek tekintett Petőfi-körbe, melynek tagjai iránt a szovjet katonaság fokozottan érdeklődött. Így a megtorlástól tartva, húsz éves korában, az 1956-os forradalmat követően, otthonát és családját hátrahagyva elmenekült Ausztriába. Szinte egy fillér nélkül, úgy, hogy angolul alig tudott valamit, 1957-ben végül eljutott az Egyesült Államokba. A Gróf nevet az amerikaiak Graffnak ejtették, így inkább Grove-ra, Andrew Steven Grove-ra változtatta a nevét.
Nem sokkal azután, hogy megérkezett az USA-ba, a tanulás mellett a szállodaiparban dolgozva,  New York Catskill üdülőövezetében megismerkedett későbbi feleségével, Eva Kastannal, osztrák menekült, és aki a Hunter College-on folytatott egyetemi tanulmányai mellett szintén ott pincérkedett. Megismerkedésüket követően egy évvel, 1958 júniusában, New York, Queens negyedében, római katolikus szertartás szerint, házasodtak össze és Grove haláláig házasok is maradtak. Két lányuk született, Karen Grove és Robie Spector, illetve nyolc unokájuk.
Annak ellenére, hogy szinte pénz nélkül érkezett az Egyesült Államokba, Grove megőrizte a "tanulás iránti szenvedélyét". 1960-ban végzett a New York-i City College-on vegyészmérnökként, a New York Times meg is írta róla, hogy “egy menekült lett évfolyamelső a mérnöki tagozaton".  (Visszavonulása után 26 millió dollárt adományozott az iskolának.) Grove nem szerette New York kőrengetegét, Kaliforniába költözött, mert San Francisco fekvése jobban emlékeztette Budapestre. Így, 1963-ban, doktorátusát már a Kaliforniai Egyetemen  (Berkeley) szerezte meg.

## Szakmai életút
Grove 1963-tól – a Ph. D. fokozat megszerzését követően – a Fairchild Semiconductor International vállalat kutatás-fejlesztési részlegénél kezdett el kutatóként dolgozni, ahol, 1967-re fejlesztési igazgatóhelyettes lett. Az ott végzett munkája során részese volt az első integrált áramkörök kifejlesztésének, amelyek aztán megalapozták az 1970-es évek „mikroszámítógép forradalmát.” 1967-ben egyetemi tankönyvet írt a félvezető eszközök fizikája és technológiája témában.
1968-ban, miután kollégájukkal,  Grove-val, otthagyták a Fairchild Semiconductort, az integrált áramkörök majdani egyik megalkotója, Robert Noyce, fizikus, valamint  –a leginkább a róla később elnevezett törvényről (Moore-törvény) ismertté vált– Gordon Moore, fizikus, kémikus, megalapították az Intel Corporationt. Az alapításkor Grove a cég első, nem társtulajdonos vezetője lett.  A vállalat elindításában, már Grove hívásának eleget téve, negyedikként, a korábban szintén Fairchild Semiconductoros, magyar Vadász László, Leslie L. Vadász vett még részt. Grove kezdetben a cég mérnök-igazgatójaként dolgozott, a gyártási műveletek beindítását irányította. 1983-ban írt egy könyvet  a High Output Management címmel, amelyben leírta számos módszerét és gyártási koncepcióját.
Kezdetben az Intel elsősorban statikus memóriacsipeket gyártott nagygépek számára, de az 1970-es évek elején / közepén egy olyan kvarcórával jöttek ki, amely
tulajdonképpen egy elektronikus számítógép volt már. Párhuzamosan a világ első, általános célú mikroprocesszorával, a 4 bites 4004-gyel is megjelentek a piacon.
1974-re az Intel kifejlesztette a 8 bites 8008-at, majd, ezt követően hamarosan, 1975-ben, a 8080-as processzort, amely az Altair, a világ első úgynevezett PC-jének, személyi számítógépének, a „lelkévé” vált válik, amely egyben megalapozta a PC–forradalmat.
Hamarosan kihozták a 8086-os 16 bites mikroprocesszort és annak egy olcsóbb változatát, a 8088-ast, amelyet az IBM beépített IBM PC-jébe. Ez volt az a személyi számítógép, amely már elérhető lett az átlagvásárlóknak is, melyet már tömeggyártásban állítottak elő. 1985-ben az Intel előállította a világ első 32 bites 80386-os mikroprocesszorát, amellyel egyre növekvő teljesítményű mikroprocesszorok megjelenésének hosszú sorát indította el, ideértve a 80486-at, a Pentium-ot, és rengeteg támogató integrált áramkört és velük készített számítógépet egyaránt. E vivmányok  megvalósulásában Grove-nak meghatározó szerepe volt.
Annak ellenére, hogy az Intel fejlesztette ki az akkoriban használt memóriafajták többségét, így az EPROM-ot (Erasable Programmable Read Only Memory) is, 1985-re egyre kevesebb memóriacsipre volt szükség a japán memóriacsip dömpingnek köszönhetően. A lecsökkent, az előállítási költséget sem fedező árakat látva Grove kénytelen volt radikális változásokat  bevezetni. Úgy döntött, hogy abbahagyja a DRAM-ok (dinamikus memóriacsipek) gyártását, és inkább a mikroprocesszorok gyártására összpontosít. Grove, valamint értékesítésiigazgatója, Earl Whetstone, kulcsszerepet játszottak az IBM-mel folytatott tárgyalások során abban, hogy elérték, hogy az összes új személyi számítógépben kizárólag az Intel mikroprocesszorait fogják használni.
Idővel a vezetés tudományával épp oly szenvedélyesen foglalkozott, mint korábban a félvezetőkével. Szigorú, szinte katonás fegyelmet tartott. Kedvelt szokása volt, hogy a többiek füle hallatára üvöltözzön beosztottjaival, e módszert konstruktív konfrontációnak nevezte el. Ugyanakkor a beosztottainak is lehetőségük volt arra, hogy felemeljék a hangjukat jelenlétében. Ebben gyerekkori skarlátbetegsége is közrejátszhatott, hallását csak a hetvenes-nyolcvanas években végrehajtott dobhártyaműtéteknek köszönhetően nyerte vissza többé-kevésbé. Összességében mégis sikerült friss ötletekre kihegyezett alkotói légkört kialakítania. Elvárta, hogy a dolgozók folyamatosan bombázzák innovatív ötletekkel feletteseiket, ő pedig cégvezetőként is ott ült beosztottjai között, nem  kényelmes irodában.
A mentor szót ki nem állhatta, a mentor programokat álságosnak találta. Ugyanakkor mély emberség jellemezte, segítette a vállalaton belüli fiatal tehetségek karrierjét. Grove segített a Szilicium-völgy fiatal vállalkozói közül is sokaknak, úgy mint Larry Ellisonnak az Oracle-ből, Steve Jobsnak az Apple-ből és Mark Zuckerbergnek a Facebookból. "Folyamatosan tanultam tőle" – jelentette ki halálakor a Microsoft egyik alapítója, Bill Gates, a Bloombergnek.  "A személyi számítógépiek létrehozásának kulcsszereplője volt, amikor együtt voltunk, ragyogó, jövőbe tekintő kreativitása mindig  magávalragadott."
Grove vezetése alatt a társaság bevétele az első évben elért 2 672 dollárról 20,8 milliárd dollárra nőtt 1997-re, ami a halála előtti évben, 2015-ben pedig már meghaladta az 55,4 milliárd dollárt. Grove 1979-re az Intel elnöke, 1987-re az ügyvezető igazgatója, míg 1997-re és az elnök-vezérigazgatója lett. 1998 májusában lemondott vezérigazgatói tisztségéről, mivel prosztata rákot diagnosztizáltak nála néhány évvel korábban, ugyanakkor 2004 novemberéig az igazgatóság elnöke maradt. Grove az Intelnél folytatta munkáját, mint vezető tanácsadó, mellette a Stanfordi Egyetemen tanított.
Évekkel később így tekintett vissza az Intel fejlődésére:
"Apró részecskékből építettük föl az Intelt egy kis kezdő vállalkozásból az információs gazdaság meghatározó vállalatává."

A Grove elévülhetetlen érdeme, hogy az Intelt a memóriacsipek gyártójából a világ meghatározó mikroprocesszor-gyártójává fejlesztette a PC-k, szerverek és az általános célú számítástechnika felhasználására. Vezérigazgatói  évei alatt Grove az Intel piaci kapitalizációjának 4500 százalékos növekedését érte el, 4 milliárd dollárról 197 milliárd dollárra, így a világ 7. legnagyobb vállalata lett, 64 000 alkalmazottal. A társaság nyereségének nagy részét kutatásba és a fejlesztésbe forgatták vissza, melynek köszönhetően egyre jobb és gyorsabb mikroprocesszorokat tudtak előállítani.

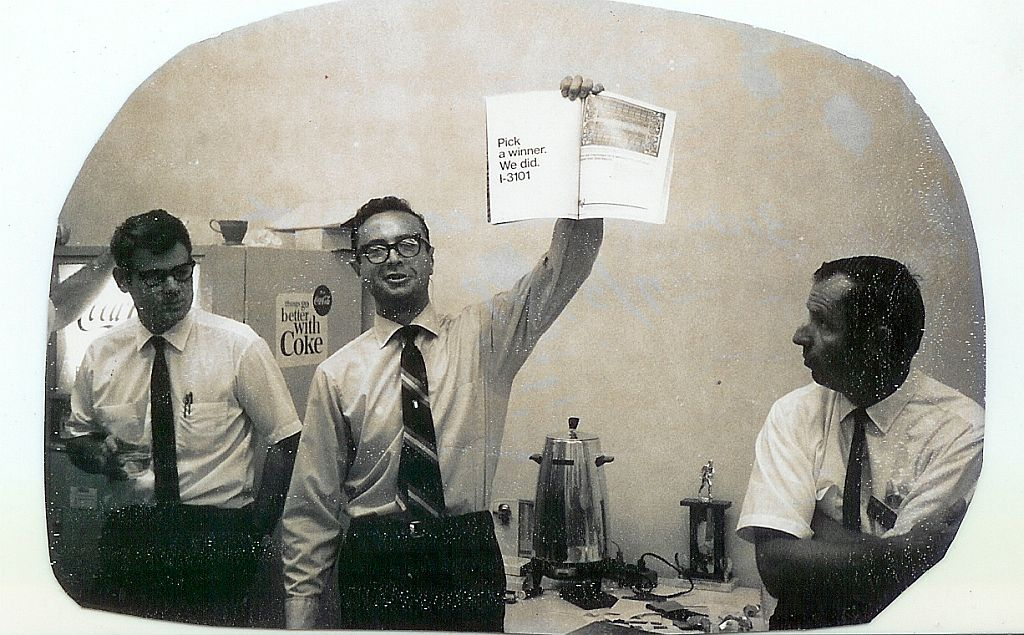

## Idézet
Amikor jött a tévé, az emberek megpróbáltak rá úgy tekinteni, mint egy képet is adó rádióra. Jelenleg abban a stádiumban vagyunk, hogy az internet egy tv lassú hálózati kapcsolattal.

## Könyvek és írások
- Physics and Technology of Semiconductor Devices (John Wiley and Sons, Inc., 1967)
  - Számos amerikai egyetemen használt szakirodalom.
- High Output Management (Random House, 1983 and Vintage Books, 1985)
  - 11 nyelvre fordították le
- One-on-One With Andy Grove (G.P. Putnam's Sons, 1987 and Penguin, 1989)
- Only the Paranoid Survive (Doubleday, 1996)
- Swimming Across. A memoir (Time Warner Books, 2001)

### Magyarul megjelent
- Csak a paranoidok maradnak fenn, ford. Doubravszky Sándor (Bagolyvár, Budapest, 1998)
- Csúcsteljesítményű vezetés, ford. Doubravszky Sándor (Bagolyvár, Budapest, 1998)
- Andy Grove Gróf András: Átúsztam. A mikroprocesszor alkotójának önéletrajza magyarországi éveiről; ford. Cziegler István; Eötvös Loránd Fizikai Társulat, Budapest, 2002

Cikkei jelentek meg a Fortune magazinban, a The Wall Street Journalban, a The New York Timesban és más napilapokban.

## Kitüntetések és díjak
- Time magazin: Az év embere (1997)
- Az évfolyam legjobbjaként diplomázott (1960) és tiszteletbeli diplomát kapott a City College of New Yorkban (1985)
- Tiszteletbeli diploma: Worcester Polytechnic Institute (1989) és Harvard University (2000).
- 2004-ben a Wharton School of Business "az elmúlt 25 év legbefolyásosabb vállalkozója" díjat adományozta neki.[37]
- "The 1st Annual Heinz Award in Technology, the Economy and Employment."[38] Grove 1995-ben nyerte el a díjat, és az alapítvány megtisztelte egy olyan történet bemutatásával, amely "olyan régi, mint Amerika: egy fiatal bevándorló sikertörténete, akinek sikerül megvalósítani az álmát." A díj adományozói hozzátették, hogy Grove "talán a legfontosabb szerepet játszotta a huszadik század legfigyelemreméltóbb innovációja – a személyi számítógép – fejlesztésében és népszerűsítésében."[39]
- 2009. augusztus 25-én Arnold Schwarzenegger, kaliforniai kormányzó bejelentette, hogy Grove lesz a Kaliforniai Múzeum egész éven át tartó időszaki kiállításán a bemutatott 13 kaliforniai híresség egyike. A megnyitó ünnepségre 2009. december 1-jén került sor a kaliforniai Sacramentóban.
- Strategic Management Society, életpályája díj (2001)[40]
- IEEE Medal of Honor (2000)[41]
- 1997 Technology Leader of the Year, IndustryWeek.com, 1997. december 15.[42]
- Chief Executive's CEO of the Year (1997)[43]
- Medal of Achievement from the American Electronics Association (1993)[44]
- IEEE Engineering Leadership Recognition Award (1987)[45]
- Franklin Institute Certificate of Merit (1975)